# Сальвадор Хосе Кармона
Хосе Сальвадор Кармона Альварес (ісп. José Salvador Carmona Álvarez; нар. 22 серпня 1975, Мехіко, Мексика) — колишній мексиканський футболіст, що грав на позиції захисника. Виступав за національну збірну Мексики.

## Клубна кар'єра
У дорослому футболі дебютував 1995 року виступами за команду клубу «Толука», в якій провів п'ять сезонів, взявши участь у 159 матчах чемпіонату. Більшість часу, проведеного у складі «Толуки», був основним гравцем захисту команди.
Згодом з 2000 по 2004 рік грав у складі команд клубів «Атланте», «Толука» та «Гвадалахара».
2005 року перейшов до клубу «Крус Асуль», за який відіграв два сезони. Граючи у складі «Крус Асуль» також здебільшого виходив на поле в основному складі команди. Завершив професійну кар'єру футболіста виступами за команду «Крус Асуль» 2007 року.

## Виступи за збірну
1996 року дебютував в офіційних матчах у складі національної збірної Мексики. Протягом кар'єри у національній команді, яка тривала 10 років, провів у формі головної команди країни 85 матчів.
У складі збірної був учасником розіграшу Золотого кубка КОНКАКАФ 1996 року у США, здобувши того року титул континентального чемпіона, розіграшу Кубка конфедерацій 1997 року у Саудівській Аравії, чемпіонату світу 1998 року у Франції, розіграшу Золотого кубка КОНКАКАФ 1998 року у США, здобувши того року титул континентального чемпіона, розіграшу Кубка Америки 1999 року у Парагваї, на якому команда здобула бронзові нагороди, розіграшу Кубка конфедерацій 1999 року у Мексиці, здобувши того року титул переможця турніру, розіграшу Золотого кубка КОНКАКАФ 2000 року у США, чемпіонату світу 2002 року в Японії і Південній Кореї, розіграшу Золотого кубка КОНКАКАФ 2003 року у США та Мексиці, здобувши того року титул континентального чемпіона, розіграшу Кубка Америки 2004 року у Перу, розіграшу Кубка конфедерацій 2005 року у Німеччині.

## Титули і досягнення
- Переможець Кубка конфедерацій: 1999
- Бронзовий призер Кубка Америки: 1999
- Переможець Золотого кубка КОНКАКАФ: 1996, 1998, 2003